# Pandarus bicolor
Pandarus bicolor är en kräftdjursart som beskrevs av Leach 1816. Pandarus bicolor ingår i släktet Pandarus och familjen Pandaridae. Arten är reproducerande i Sverige. Inga underarter finns listade i Catalogue of Life.